# Comuna Pustoviitove, Hlobîne
Pustoviitove (în ucraineană Пустовійтове) este o comună în raionul Hlobîne, regiunea Poltava, Ucraina, formată din satele Balabușîni Verbî, Dîkove și Pustoviitove (reședința).

## Demografie
Componența lingvistică a comunei Pustoviitove
     Ucraineană (95,47%)
     Rusă (3,46%)
     Alte limbi (0,93%)
Conform recensământului din 2001, majoritatea populației comunei Pustoviitove era vorbitoare de ucraineană (95,47%), existând în minoritate și vorbitori de rusă (3,46%).